# Wrona lśniąca
Wrona lśniąca (Corvus sinaloae) – gatunek średniej wielkości ptaka z rodziny krukowatych (Corvidae). Ptak osiadły, występujący w północno-zachodnim Meksyku. Gatunek niezagrożony wyginięciem.

## Występowanie
Wrona lśniąca występuje w północno-zachodnim Meksyku od Pacyfiku przez północną Sonorę i na południe do południowo-zachodniego Nayarit.

## Systematyka

### Taksonomia
Gatunek po raz pierwszy opisany przez L. I. Davisa w 1958 roku na łamach czasopisma „The Wilson Bulletin”. Jako miejsce typowe autor wskazał Escuinapa w Sinaloa w Meksyku. Tworzy nadgatunek z wroną meksykańską (C. imparatus) lub ewentualnie tworzy z nią jeden gatunek. Wstępna analiza genetyczna sugeruje, że mogą występować dwie grupy siostrzane (2% rozbieżności) w obrębie kladu taksonów azjatyckich/pacyficznych, które obejmują również wronę rybożerną (C. ossifragus). Takson monotypowy, nie wyróżniono podgatunków.

### Etymologia
Nazwa rodzajowa pochodzi od łacińskiego słowa corvus – „kruk”. Epitet gatunkowy pochodzi od słowa Sinaloa, nazwy stanu w zachodnim Meksyku.

## Morfologia
Długość ciała 34–38 cm, masa ciała dwóch ptaków 229 g i 258 g. Mała, szczupła wrona o błyszczącym upierzeniu oraz stosunkowo niewielkim dziobie. Upierzenie koloru czarnego z intensywnym fioletowym, niebieskim i zielonym połyskiem. Tęczówki ciemnobrązowe, dziób i nogi czarne. Różni się od niemal identycznej wrony meksykańskiej posiadaniem nieco dłuższego ogona. Płci podobne, samce większe od samic. Osobniki młodociane są ciemniejsze niż dorosłe, z nie tak intensywnym połyskiem, dziób i nogi koloru matowo szarego.

### Głos
Głos słabo poznany. Wyraźne, delikatne i harmonijnie skonstruowane „keow”, najbardziej podobny do głosu wrony amerykańskiej (C. brachyrhynchos). Odnotowano również wysokie, puste „kaow” lub „kwaa”.

## Ekologia

### Siedlisko i pokarm
Gatunek osiadły. Wrona lśniąca zamieszkuje nadbrzeżne niziny, otwarte i półotwarte lasy, lasy cierniste, obszary krzewiaste z kaktusami z gatunku Pachycereus pecten-aboriginum, plaże pływowe, pola, łąki, zakola rzek, gospodarstwa rolne, rancza, miasta i wsie, do 400 m n.p.m., sporadycznie do 1000 m n.p.m. Była obserwowana w parach lub w dużych stadach, ale prawdopodobnie jest mniej towarzyska od wrony meksykańskiej.
Ptak ten jest gatunkiem wszystkożernym. W strefie pływów morskich odżywia się bezkręgowcami, włącznie z dziesięcionogami (Decapoda) i innymi skorupiakami. W innych miejscach żeruje na ziemi i na drzewach, polując na owady oraz zjadając owoce i orzechy. W Sonorze wrona lśniąca spotykana jest na śmietnikach, obserwowano ją także zjadającą pisklęta innych ptaków, w tym srokala czarnogardłego (Cyanocorax colliei). Ma w zwyczaju odwracać małe kamienie, poszukując pod nimi roślinności i różnych pozostałości. Może korzystać również z zasobów morskich, w ten sam sposób, jak robi to lepiej poznana wrona alaskańska (C. caurinus).

### Rozród
Rozród słabo poznany. W luźnej kolonii obserwowanej w Sonorze, gniazdo budowane od końca maja do początku czerwca, pisklęta zwykle wykluwały się na początku lipca (po rozpoczęciu czerwcowych, letnich deszczów), pierzenie następowało od początku sierpnia do początku września. Gniazdo, zbudowane na zewnątrz z szorstkiej roślinności, wewnątrz wyłożone drobnym materiałem roślinnym, umieszczone było na ciernistych mimozach (Mimosa), na wysokim kokosie właściwym (Cocos nucifera) lub na wysokości 3 m, w rozwidleniu utworzonym w pionowym ramieniu kaktusa z gatunku Pachycereus pecten-aboriginum. Samica składa 4–5 jaj. Brak informacji na temat inkubacji i okresów wychowania młodych.

## Status i ochrona
W Czerwonej księdze gatunków zagrożonych Międzynarodowej Unii Ochrony Przyrody został zaliczony do kategorii LC (najmniejszej troski). Globalna populacja nie jest zagrożona wyginięciem. Partners in Flight szacuje (2019) całość populacji na 50 000 – 499 999 dorosłych osobników. Gatunek tolerancyjny na działalność człowieka, pomimo niewielkiego zasięgu występowania. Wykorzystuje śmieci wyrzucane przez człowieka i jest ściśle związany z pastwiskami, gospodarstwami, ranczami, wsiami i miastami.